# Colcannon
Colcannon je irský pokrm. Připravuje se z vařených brambor, které se v hrnci rozšťouchají s dušenou hlávkovou kapustou nebo hlávkovým zelím a přidává se k nim máslo, mléko nebo smetana, kuchyňská sůl a pepř černý, někdy se jídlo doplňuje také cibulí, pórkem, česnekem nebo pažitkou. Hotový colcannon se konzumuje přímo nebo se dává zapéct do trouby, podává se buď samotný nebo jako příloha k masu a uzeninám. Je tradiční součástí svátečního stolu o Halloweenu, kdy se do jídla navíc přidávají drobné dárky pro štěstí jako mince nebo prstýnek. Název pochází z irského výrazu cál ceannann (zelí s bílou hlavou). Colcannon byl základem stravy nemajetných obyvatel, je také opěvován ve stejnojmenné lidové písni, známé v podání zpěvačky Mary Blackové.